# Масажа срца
Масажа срца један је од поступак кардиопулмоналне реанимације којим се успоставља и одржава крвоток након акутног срчаног застоја. Срчани застој најчешће настаје код мушкараца старијих од 50 година у 3/4 случајева, истоветно као и током дана (између 8 и 18 часова) у 3/4 случајева. 
Свака компресија срца током масаже опонаша откуцај срца и зато ако се превремено стане са масажом - стаће и проток крви у мозак, и за 4-5 минута настати мождана смрт. 
Са применом масажа срца, на основу основних начела кардиопулмоналне реанимације, треба започети одмах након ослобађања дисајних путева и вештачког дисања. Како код особа са застојем срчаног рада често долази и до застоја дисања, уз масажу срца, у начелу, треба увек применити и вештачко дисање „уста на уста” (директном инсуфлацијом или уз помоћ тубуса), јер представља брзу методу коју може да спроведе, истовремено, исти спасилац.
Трајање масаже срца је различито (и најчешће траје до 15 минута) али понекад масажу треба продужи од пола до једног часа, тј све док срце не почне спонтано да куца. Како би се утврдило да ли је успостављена циркулација, што се врши опипавањем пулса, аускултацијом стетоскопом или ЕКГ-ом (код треперења комора), масажу је потребно на моменте прекинути.

## Етиологија
Обољења срчаносудовног система спадају међу најчешћи узрок смрти у Европи са око 40% свих смртних случајева код особа млађих од 75 година живота (што преведено у бројке износи 700.000 становника Европе годишње).
Једна трећина свих особа код којих се развије застој срца због срчаног удара умре пре доласка у болницу, због коморских или преткоморских фибрилација. 

## Могући узроци привременог престанка рада срца
Привремени престанка рада срца (cardiacarest), може настати услед:
- Претходна срчана обољења (у 82,4% случајева због аритмије, срчаног удара и срчане слабости) у којима настаје срчани застој као последица ваго-вагалног рефлекса асистолије (акутне дилатације срчаних комора) или услед коморске фибрилације изазване хиперадреналинемијом
- Директним или индиректним разарањем кардиоваскуларног центра (тровања, повреде, крварења, удар грома или струје, смрзавање, угушење, утапање итд).
- Друга несрчана обољења (плућа, бубрега, гинеколошка крварења, малигне болести, епилепсија, шећерна болест, мождани удар).

Нова етиолошка подела застоја срца
| Пет Х                | Пет Т                     |
| -------------------- | ------------------------- |
| Хипоксија            | Тромбоза-срчаних артерија |
| Хиповолемија         | Тромбоза-плућна           |
| Хипотензија          | Тензиони пнеумоторакс     |
| Х јон-ацидоза        | Тампонада срца            |
| Хипер/хипокалијемија | Тровање лековима          |

## Клинички знаци привременог престанка рада срца
Привременог престанка рада срца карактерише се појавом следећих клиничких појава:
- Болесник је изненада постао блед и ливидан у лицу
- Над великим артеријама н пипа пулс
- Пупиле очију су широке и укочене
- Дисајни покрети су неправилни, а убрзо сасвим одсутни.

## Значај глобалног познавања масаже срца
Колики је значај да што већи број становника савлада обуку из масаже срца, најбоље илуструје чињеница да акутни застој срца код куће настаје у 2/3 случајева, и да свега 20% „лаика” изводи основно оживљавање срца пре доласка медицинске екипе. 
Сва истраживања показују да директно основно оживљавање срца уз помоћ „лаика” може да спаси већи број живота него компликоване, скупе направе у савременим возилима хитне помоћи и на ургентним и интензивним болничким оделењима. Сваки лаик би морао познавати основне поступке оживљавања срца, који су у суштини много једноставнији од нпр. рада на рачунару или вожње аутомобила.
| „ | Болесници са срчаним застојем су обично непознати људи, и лаици се у току пружања помоћи уста на уста често боје заразе. Поред тога сматрају тај поступак нехигијенским. Ствар је личне одлуке сваког појединца хоће ли или не извести вештачко дисање. Дакле, уколико неко није спреман дати болеснику вештачко дисање уста на уста, обавезно мора извести спољну масажу срца. Сва истраживања на животињама су показала да вештачко дисање није потребно у првих 5-10 минута, уколико је квалитетна масажа срца у току. | ” |

## Принципи
Утврђивање предуслова
Пре почетка спровођења масаже срца, реаниматор мора да провери да ли болесник има било какву срчану радњу и да ли одговара на дражи (позвати особу по имену, потапшати га по рамену). 
Уколико се радило о саобраћајној или другој несрећи, брзом инспекцијом треба утврдити постојање евентуалних повреда, крварења и њихову локацију.
Непрекидност
Масажу срца не треба прекидати дуже од 5 секунди, а како је њено извођење у дужем времену јако напорно, саветује се, уколико је присутно више особа, да се оне смењују на свака два минута, ради постизања адекватне снаге и фреквенце масаже срца.
Квалитет
Квалитетна и успешна масажа срца мора бити брза (фреквенција око 100 мин) и довољно јака (компресија бар 1/3 грудног коша) у предње-задњем правцу. Између два притисака грудног коша мора се омогућити његова потпуна реекспанзија у циљу адекватног пуњења срца. 
Нове препоруке за; однос покрета масаже срца и вештачког дисања (ако се истовремено изводе) када то ради само једна особа, 30:2 (уместо 5:1, како се саветовало пре 2000. године), а уколико реанимацију спроводе две особе тај однос је 15:2.
Положај болесника
Пре почетка масаже срца, неопходно је правилно позиционирати главу и браду болесника јер западање језика може онемогућити адекватну вентилацију. У ту сврху саветује се да се глава забаци уназад, а брада подигне увис. Овај положај може се извести и код повређених пацијената.

## Врсте масаже срца
Масажа срца, према начину извођења, може бити спољна (ако се изводи на затвореном грудном кошу) и отворена (ако се изводи на „отвореном” срцу).

### Спољна, индиректна масажа срца
Спољна масажа срца изводи се рукама на предњем зиду грудног коша и према начину извођења може бити; компресивна индиректна масажа, кружна масажа срца и ударна масажа срца.
Компресивна индиректна масажа срца, врло је ефикасна и има предност у односу на друге врсте посредних масажа
Компресивна индиректна масажа срца
Спољна, компресивна индиректна масажа срца изводи се притиском длана на предњи зид грудног коша, у пределу грудне кости (стернума). При томе грудну кост треба потискивати наглим покретима, најмање 3-5 сантиметара, према кичми у ритму од 80 до 100 пута у минути. 
Овим радњама постиже се компресија срца, између грудне кости и кичме, у току које се крв из срчаних комора истискује у велике крвне судове. При попуштању притисака на срце у његовим шупљинама ствара се негативан притисак, који „усисава” крв у коморе. Тако се у, правилном ритму, остварује ударни обим чија вредност је 30 до 40%, од нормалног, и успоставља нарушену циркулацију и крвни притисак већи од 10,7 кПа (80-90 mm/Hg), што је довољно да успоставља циркулацију крви довољну за перфузију у ткивима и оксигенацију мозга. 
Болесник током масаже мора лежати на леђима, на тврдој подлози. 
Код млађих људи, због веће еластичности грудног коша, потребна је мања снага, а код новорођенчади и одојчади масажа се може изводити једном руком (палцем који се поставља на грудну кост, а прсти са супротне стране на леђа).
| „ | Како би се могао издржати темпо од 100 притисака у минуту, стручњаци препоручују да се не користите мишиће руку, него да особа која изводи масажу срца „паднете” и тако створите притисак на грудни кош, која би се доста крут грудни кош савио и до око пет сантиметара. Такође је важно да се после сваког притиска рука нагло одвојите од грудне кости - тиме настаје „одскок” који ће створити вакуум, који ће омогућити да ваздух уђе у плућа и крв лакше протекне. | ” |

Кружна масажа срца
Ова врста масаже срца изводи се трљањем уз притискивања грудног коша у пределу срца.
Ударна масажа срца
Ударима песнице или спољним ивицама шаке по грудном кошу у пределу срца, изводи се ударна масажа срца.

### Отворена масажа
Отворена масажа срца изводи се код срчаног застоја из следећих разлога;
- У току медицинских процедура или кардиохируршких интервенција, у хируршким салама, на отвореном грудном кошу,
- Након пенетрантних траума грудног коша
- Код контраиндикација за спољну масажу (прелом ребара, хемоторакс, хематоперикард).

## Поступак по завршеној масажи срца
После завршене реанимације и поновног успостављања циркулације, болесник се смешта на одељење интензивне неге ради пажљивог мониторинга и даљег лечења. Циљ интензивне неге је да се пре свега спрече оштећење мозга, као и секундарне исхемичне лезије других органа, а затим, по стабилизовању стања, да се дијагностичким методама открије основни узрок који је довео до срчаног застоја. 
Пацијенту треба наставити давање кисеоника на маску док се не потврди адекватна оксигенација ткива. Уколико постоје знаци респираторног дистреса, изражене цијанозе или хипоксемије, болесника треба интубирати и ставити на механичку вентилацију. Уколико је болесник већ био интубиран пре уласка на одељење интензивне неге, рентгенским снимком треба проверити позицију тубуса, а снимањем грудног коша утврде евентуални преломи коштаних структура настали током масаже срца.

## Компликације
Компликације након спољне масаже срца могу бити: 
- Преломи (фрактуре) грудне кости (стернума) или прелома ребара.
- Лацерација јетре.
- Руптура слезине или желуца.
- Аспирација желудачног садржаја.
- Руптура срчане анеуризме.